# Sülluste
Sülluste (Duits: Silluste) is een plaats in de Estlandse gemeente Hiiumaa, provincie (en eiland) Hiiumaa. De plaats heeft de status van dorp (Estisch: küla).
Sülluste lag tot in oktober 2013 in de gemeente Kõrgessaare, daarna tot in oktober 2017 in de gemeente Hiiu en sindsdien in de fusiegemeente Hiiumaa.

## Bevolking
In 2000 had Sülluste geen inwoners meer. Ook bij de volkstellingen van 2011 en 2021 had de plaats nul inwoners.

## Ligging
De rivier Vanajõgi vormt de grens met het buurdorp Õngu. Een deel van het dorp ligt in het natuurreservaat Tihu looduskaitseala (14,1 km²).

## Geschiedenis
Sülluste werd voor het eerst genoemd in 1795 onder de naam Sillokeste. In 1798 droeg het dorp de naam Sillokässi. Het lag op het landgoed van Lauk (Lauka). Lauka werd in 1781 een ‘semi-landgoed’ (Duits: Beigut, Estisch: poolmõis), een landgoed dat deel uitmaakt van een groter landgoed, in dit geval Hohenholm (Kõrgessaare).
Tussen ca. 1950 en 1997 viel Sülluste onder het buurdorp Hüti.